# Muhlenbergia gypsophila
Muhlenbergia gypsophila är en gräsart som beskrevs av Charlotte Goodding Reeder och John Raymond Reeder. Muhlenbergia gypsophila ingår i släktet muhlygräs, och familjen gräs. Inga underarter finns listade i Catalogue of Life.